# Aalsmeerderbrug
Aalsmeerderbrug è un piccolo villaggio dei Paesi Bassi situato nell'Olanda settentrionale. Fa parte della municipalità di Haarlemmermeer e si trova a circa 6 km a sud-est rispetto Hoofddorp.